# General Motors

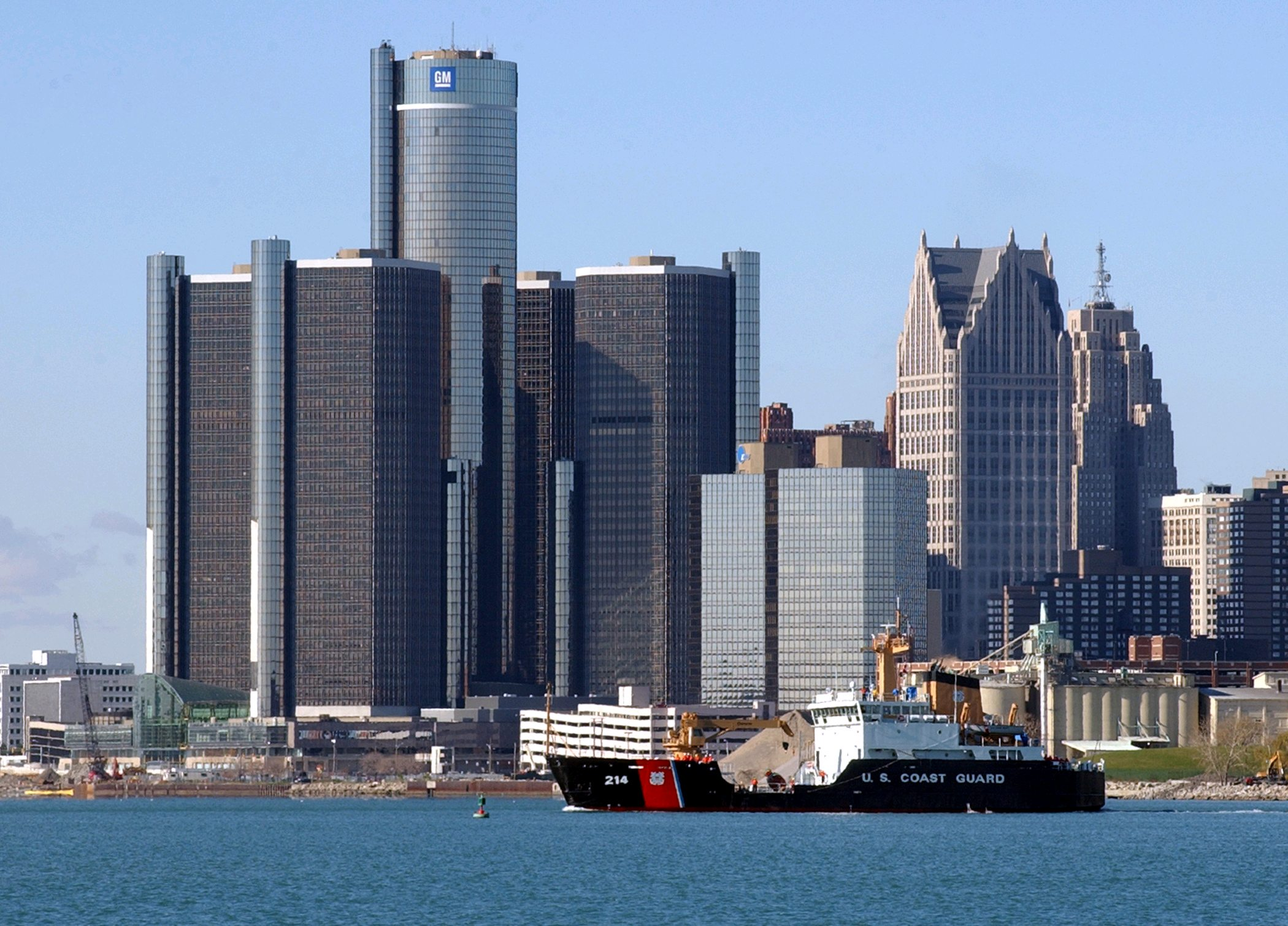
General Motors hoofdkantoor te Detroit.

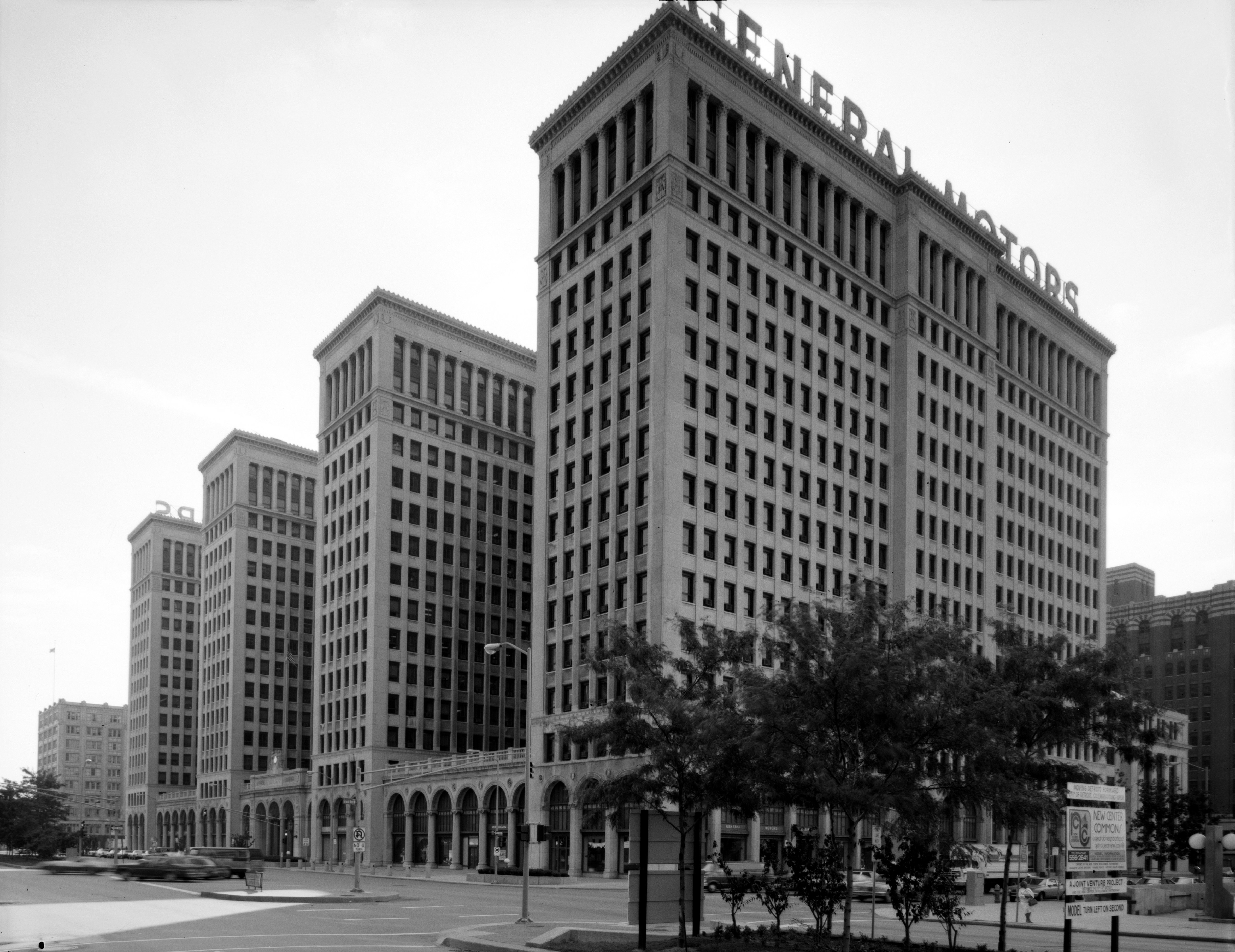
Voormalig hoofdkantoor van GM.

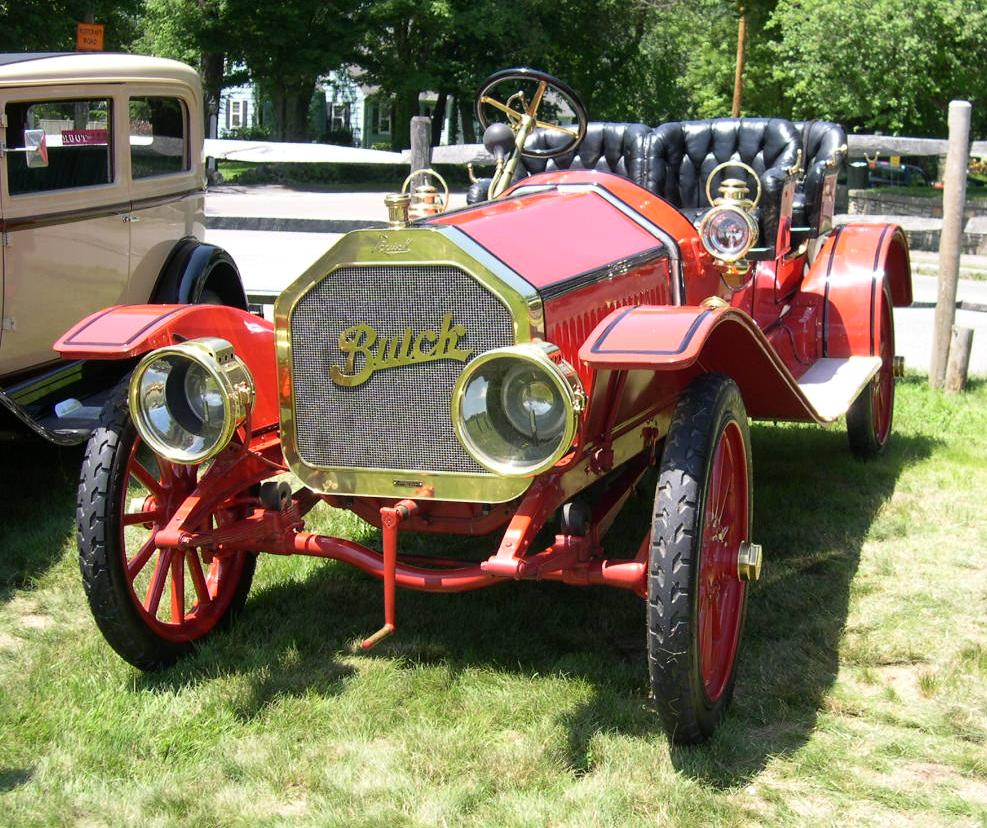
Buick uit 1910.

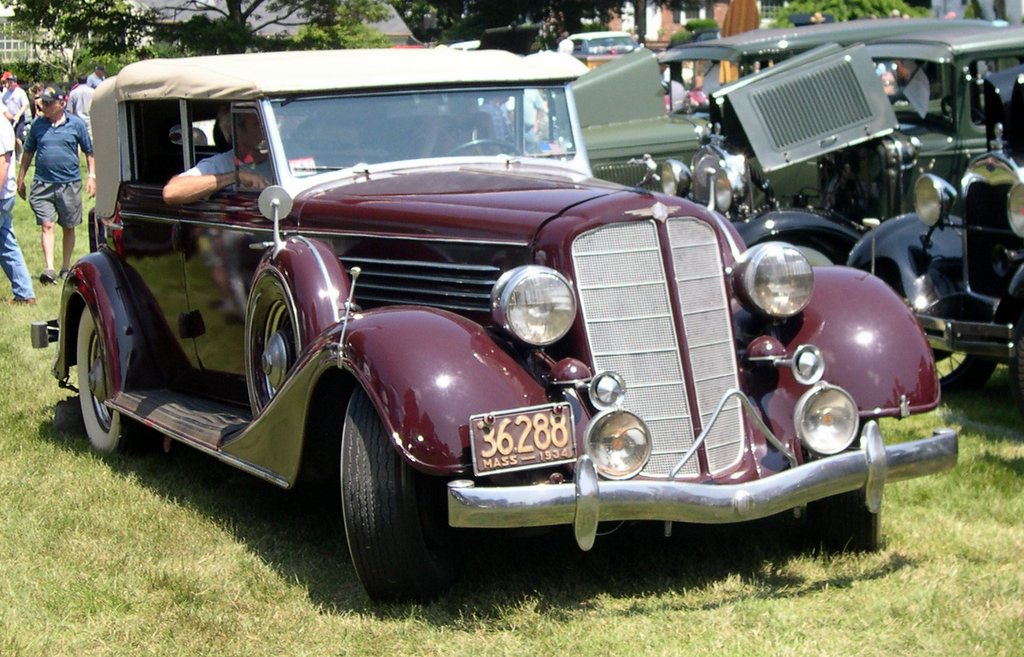
Buick Series 60 uit 1934.

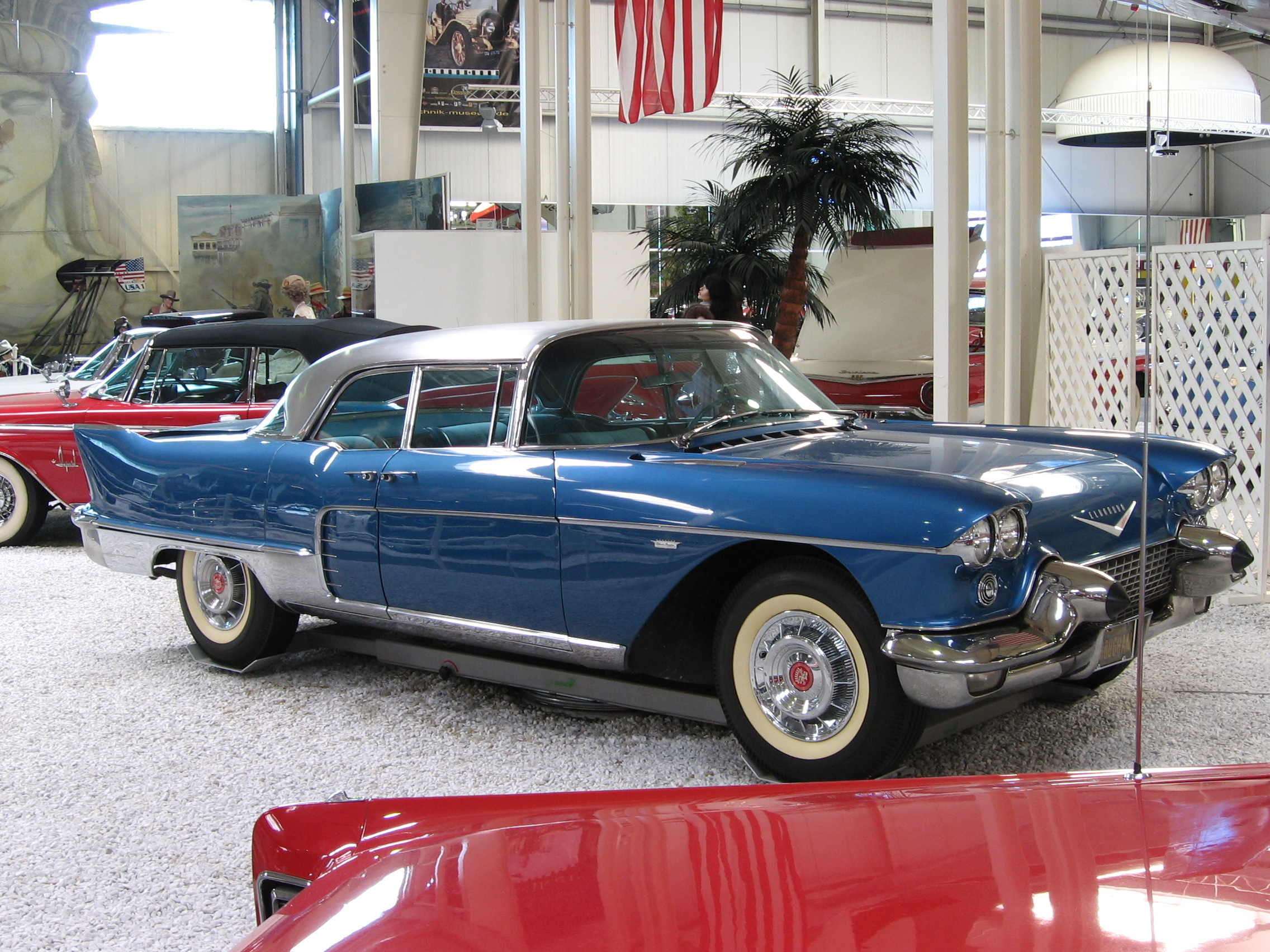
Cadillac Eldorado uit 1958.

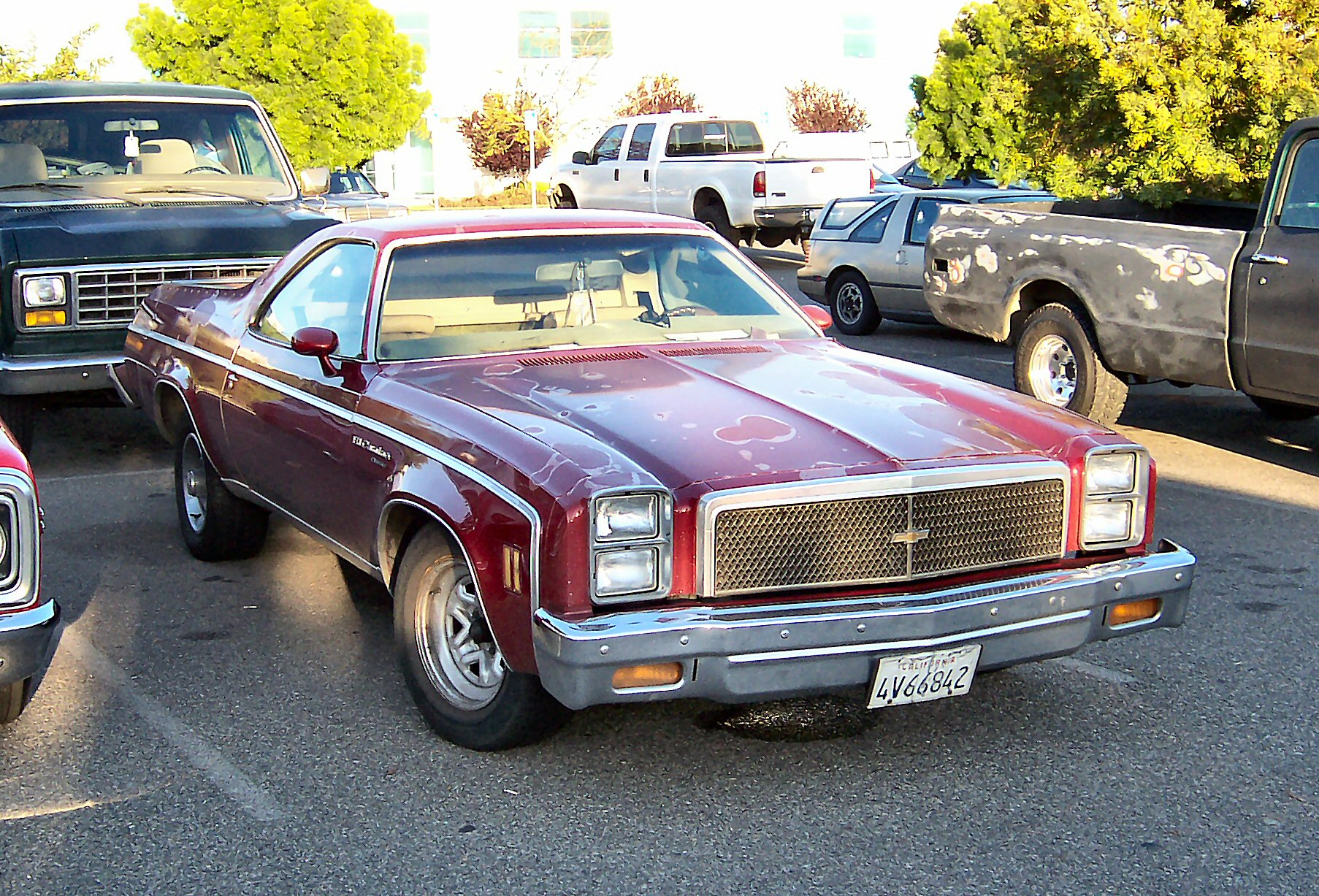
Chevrolet El Camino uit 1976.

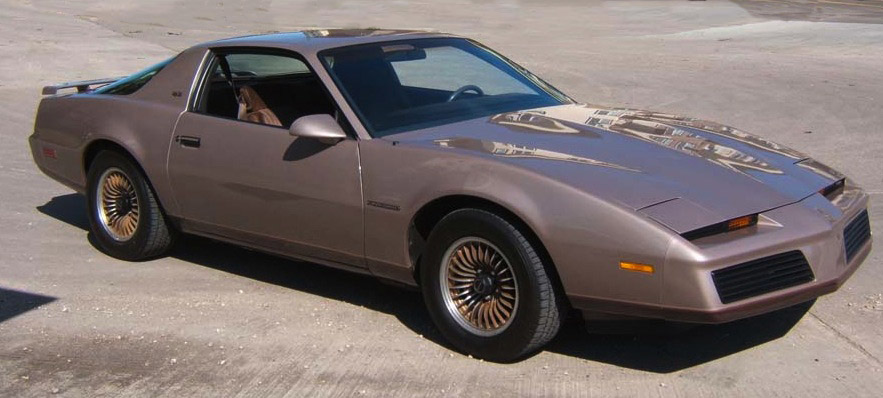
Pontiac Firebird uit 1983.

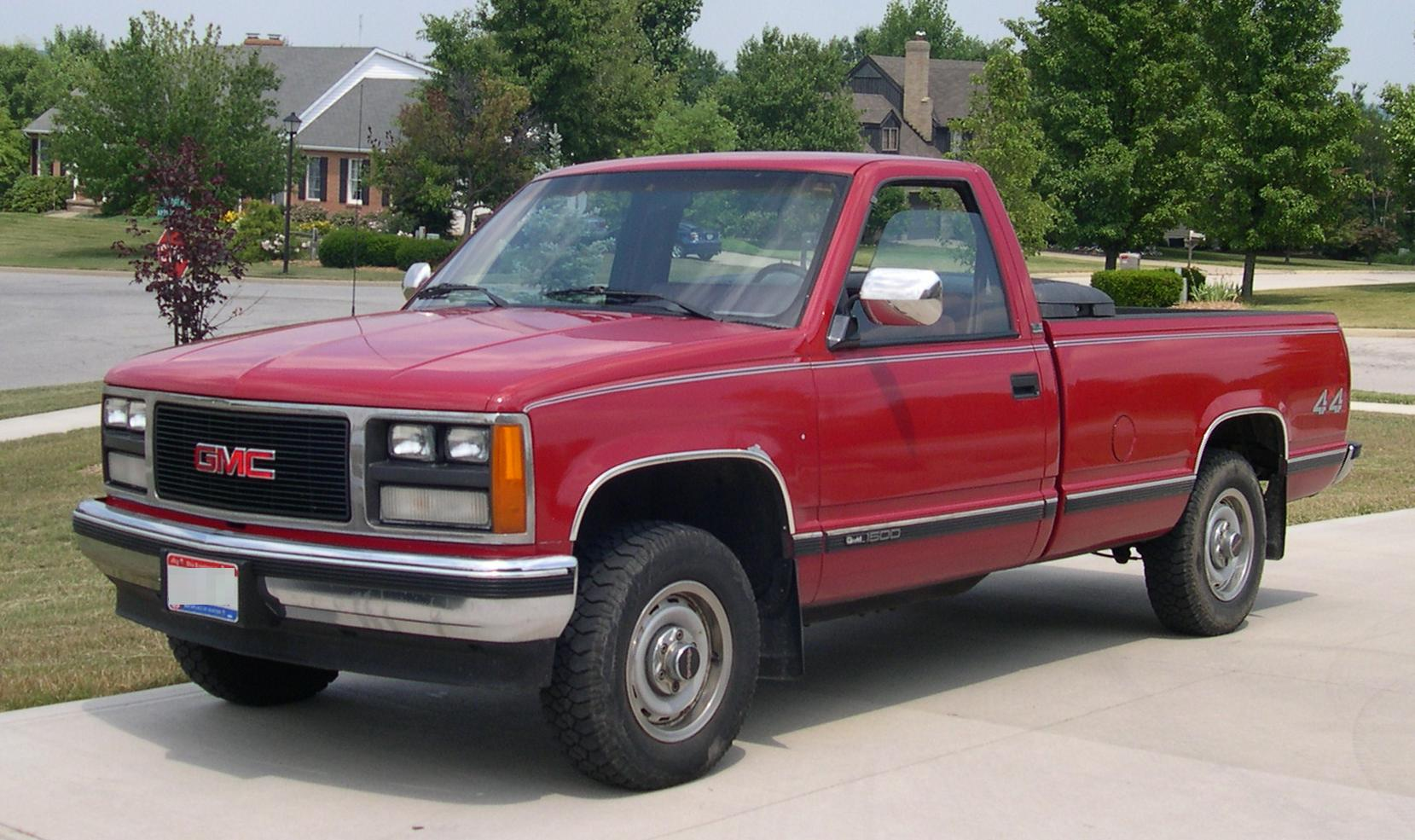
GMC K1500 uit 1989.

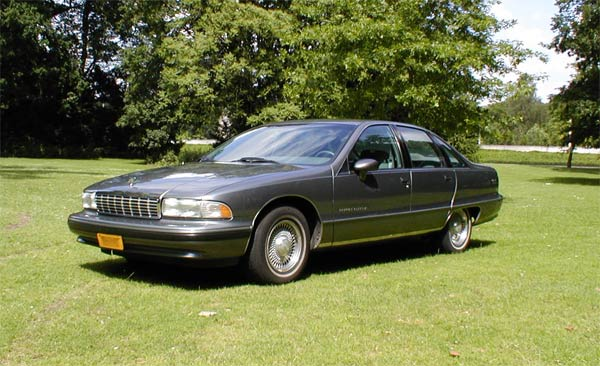
Chevrolet Caprice uit 1991.

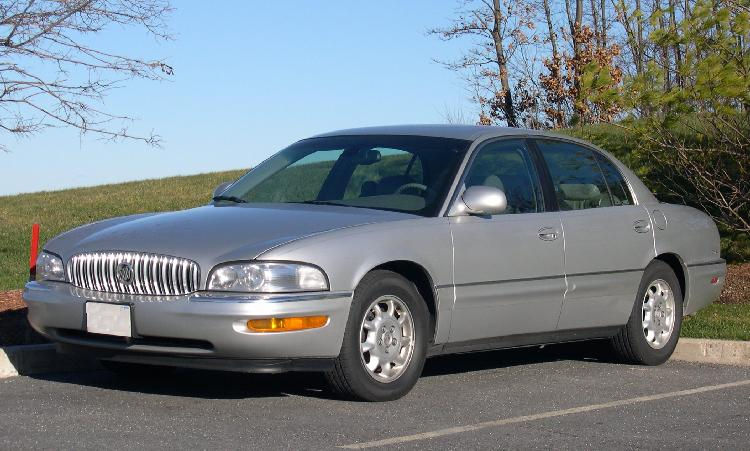
Buick Park Avenue uit 2001.

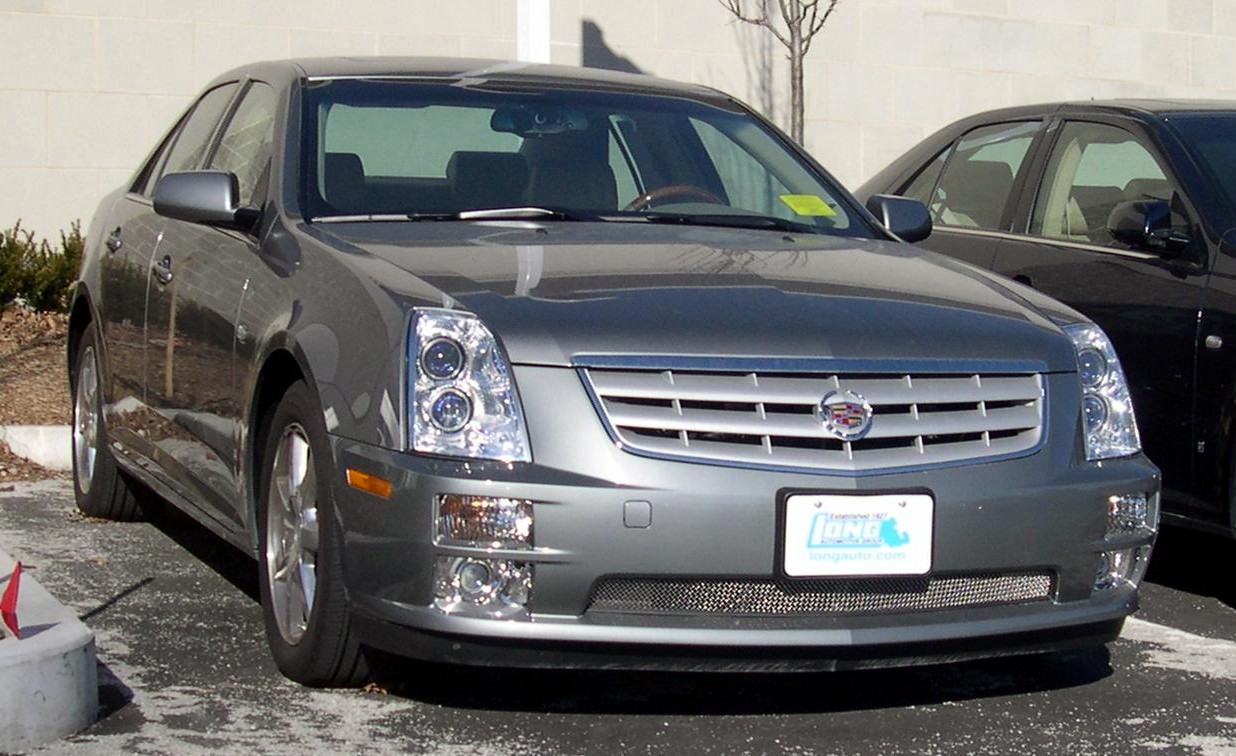
Cadillac STS uit 2006.

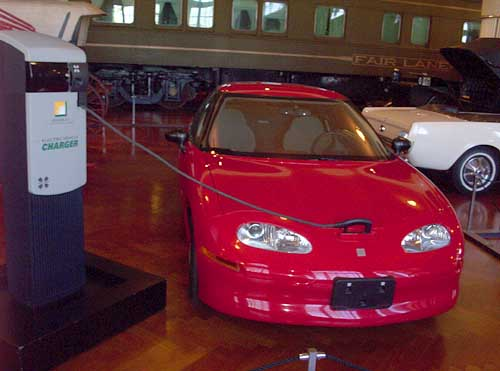
GM EV1.

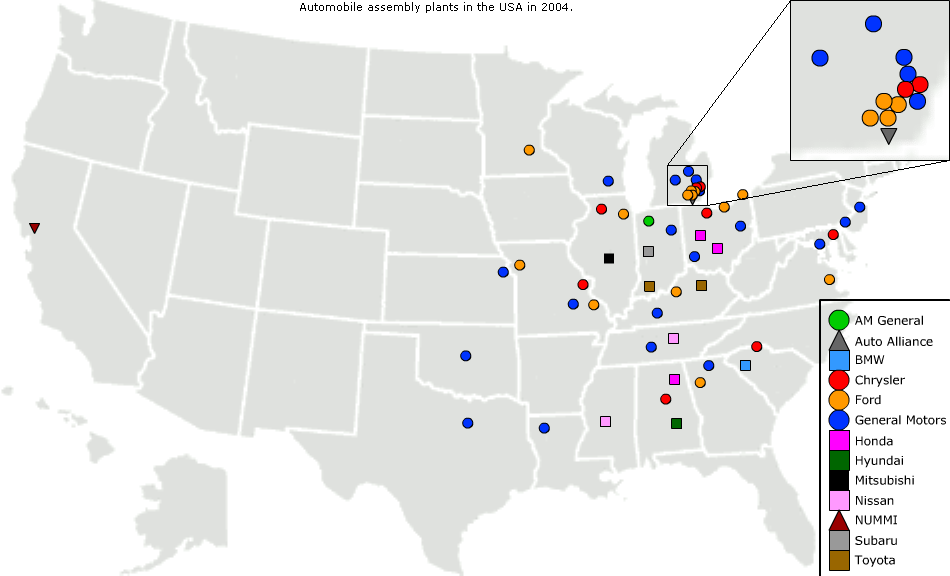
Blauw: assemblagefabrieken van GM in de VS.

General Motors Company of GM is een van de grootste automobielbedrijven ter wereld. In 2024 verkocht het concern wereldwijd zes miljoen voertuigen. Gemeten naar autoverkopen stond GM in 2016 op de derde plaats na Volkswagen en Toyota. Het Amerikaanse concern telt 162.000 werknemers per eind 2024.
GM verkoopt zijn voertuigen in zo'n 200 landen en had in 2024 een wereldwijd marktaandeel van 6,7%. Het bedrijf verkoopt vooral voertuigen in de Verenigde Staten en de Volksrepubliek China. Na de verkoop van Opel en Vauxhall per medio 2017 is het nauwelijks nog actief in Europa.
Het bedrijf heeft diverse allianties of belangen in andere autofabrikanten. De belangrijkste zijn twee joint ventures met het Chinese autobedrijf Shanghai Automotive Industry Corporation (SAIC). De twee maken samen GM voertuigen in China.

## Activiteiten
GM produceert rond de zes miljoen auto’s per jaar en het wereldwijd marktaandeel ligt rond de 7%. In juli 2017 werd de verkoop van Opel/Vauxhall aan destijds het Franse PSA concern afgerond waarmee op jaarbasis ongeveer 1 miljoen auto's uit de productie- en verkoopcijfers van General Motors zijn verdwenen.
Het marktaandeel in de Verenigde Staten is fors gedaald sinds 2004 van ruim 27% naar 16,5% in 2024. Chevrolet is de belangrijkste merknaam gevolgd door Buick. Per eind 2024 waren er ruim 11.000 autodealers.
De belangrijkste afzetmarkten zijn de Verenigde Staten en Canada. Hier werden in 2024 zo'n 3,2 miljoen voertuigen verkocht en de Volksrepubliek China stond met 1,8 miljoen exemplaren op de tweede plaats. Het marktaandeel in China was 6,9%. De verkopen in Europa stonden nog op 0,7 miljoen stuks in 2017, maar na de verkoop van Opel/Vauxhall is dit fors gedaald. General Motors is bijna niet meer in Europa aanwezig en in 2024 werden nog slechts zo'n 2000 voertuigen verkocht.
In China werkt GM al jaren samen met andere autofabrikanten. In diverse joint ventures worden voertuigen gemaakt, zoals SAIC General Motors, SAIC GM Wuling Automobile en FAW-GM Light Duty Commercial Vehicle. Ze worden verkocht onder de mondiale merknamen Chevrolet, Buick en Cadillac en lokale merken als Baojun en Wuling. In 2024 werden 0,5 miljoen (2017: 1 miljoen) Baojun voertuigen verkocht en 1,1 miljoen (2017: 1,1 miljoen) Wuling auto’s.  Deze belangen worden niet geconsolideerd en de bijdrage aan het nettoresultaat van General Motors was zo'n US$ 2 miljard in 2017. In 2024 leed General Motors een verlies van US$ 3,2 miljard op de Chinese activiteiten, mede door een forse eenmalige afwaardering van de belangen in dat land.
In de periode 2022 tot en met 2024 gaf het bedrijf jaarlijks gemiddeld US$ 9,6 miljard uit aan onderzoek en ontwikkeling.

### Resultaten
In de jaren tot 2009 leed het bedrijf forse verliezen waardoor het kapitaal volledig verdampte. Aan het eind van 2008 was er een negatief eigen vermogen van US$ 85 miljard. Deze situatie was niet vol te houden en op 9 juli 2009 was het faillissement een feit. De volgende dag werd “nieuwe” GM opgericht, veel schulden en financiële verplichtingen voor bijvoorbeeld gezondheidszorg en pensioenen bleven bij het “oude” GM achter. Door deze actie maakte het nieuwe GM gelijk een forse winst van meer dan US$ 100 miljard en was het eigen vermogen weer positief. Meer dan 200.000 werknemers konden bij nieuwe GM aan de slag. Sinds 2009 maakt GM weer winst. In januari 2014 kondigde GM voor het eerst sinds mei 2008 weer een dividendbetaling aan. Na vijftien achtereenvolgende kwartalen met winst is het concern financieel sterk genoeg voor een uitkering aan de aandeelhouders. In 2015 realiseerde het bedrijf een recordwinst van US$9,7 miljard, mede dankzij een aanzienlijke belastingmeevaller.
In 2017 daalde de omzet vooral door de verkoop van de Europese merken Opel en Vauxhall. Het grote verlies van bijna US$ 4 miljard is veroorzaakt door een forse buitengewone last van US$ 13,5 miljard. Deze last is voor ongeveer de helft het gevolg van de verlaging van de Amerikaanse vennootschapsbelasting en de rest is veroorzaakt door de verkoop van Opel/Vauxhall. Dit laatste is ook de reden voor de daling van het aantal medewerkers en de autoverkopen.
In 2024 nam General Motors een bijzonder last van US$ 5 miljard voor de activiteiten in China. De helft van het geld gerelateerd aan een herstructurering van de activiteiten in het land en de rest is een afschrijving op de waarde van de joint-ventures.
Hieronder een overzicht van de autoverkopen en financiële resultaten van het bedrijf sinds 2004:
| Jaar | Autoverkopen (× miljoen) | Wereldwijd marktaandeel | Marktaandeel in de VS | Aantal werknemers | Omzet (× US$ miljard) | Nettoresultaat (× US$ miljoen) |
| ---- | ------------------------ | ----------------------- | --------------------- | ----------------- | --------------------- | ------------------------------ |
| 1960 |                          |                         |                       | 557.000           | 11                    | 873                            |
| 1970 |                          |                         |                       | 794.000           | 24                    | 1711                           |
| 1980 |                          |                         |                       | 853.000           | 79                    | 4295                           |
| 1990 |                          |                         |                       | -                 | 127                   | 4224                           |
| 2000 |                          |                         |                       | 388.000           | 189                   | 6002                           |
| 2004 | 9,0                      | 14,3%                   | 27,2%                 | 324.000           | 195                   | 2701                           |
| 2005 | 9,2                      | 14,1%                   | 25,9%                 | 335.000           | 192                   | –10.469                        |
| 2006 | 9,1                      | 13,5%                   | 24,2%                 | 280.000           | 204                   | –2034                          |
| 2007 | 9,4                      | 13,2%                   | 23,5%                 | 266.000           | 180                   | –38.542                        |
| 2008 | 8,4                      | 12,4%                   | 22,1%                 | 243.000           | 149                   | –30.943                        |
| 2009 | 7,5                      | 11,6%                   | 19,7%                 | 215.000           | 105                   | 104.690                        |
| 2010 | 8,4                      | 11,5%                   | 18,8%                 | 202.000           | 136                   | 6172                           |
| 2011 | 9,0                      | 11,9%                   | 19,2%                 | 207.000           | 150                   | 9190                           |
| 2012 | 9,3                      | 11,5%                   | 17,5%                 | 213.000           | 152                   | 6188                           |
| 2013 | 9,7                      | 11,5%                   | 17,5%                 | 219.000           | 155                   | 5346                           |
| 2014 | 9,9                      | 11,4%                   | 17,4%                 | 216.000           | 156                   | 3949                           |
| 2015 | 10,0                     | 11,2%                   | 17,3%                 | 215.000           | 152                   | 9687                           |
| 2016 | 10,0                     | 10,8%                   | 17,0%                 | 225.000           | 166                   | 9427                           |
| 2017 | 9,6                      | 10,2%                   | 17,1%                 | 181.000           | 146                   | –3880                          |
| 2018 | 8,4                      | 8,9%                    | 16,7%                 | 173.000           | 147                   | 7916                           |
| 2019 | 7,7                      | 8,5%                    | 16,5%                 | 164.000           | 137                   | 6581                           |
| 2020 | 6,8                      | 8,7%                    | 17,1%                 | 155.000           | 122                   | 6427                           |
| 2021 | 6,3                      | 7,6%                    | 14,4%                 | 157.000           | 127                   | 10.019                         |
| 2022 | 5,9                      | 7,6%                    | 16,0%                 | 167.000           | 157                   | 9934                           |
| 2023 | 6,2                      | 7,1%                    | 16,2%                 | 163.000           | 172                   | 10.127                         |
| 2024 | 6,0                      | 6,7%                    | 16,5%                 | 162.000           | 187                   | 6.008                          |

## Geschiedenis

### Voorgeschiedenis
In 1897 richtte Ransom Olds de Olds Motor Vehicle Company op die auto's begon te bouwen onder de merknaam Oldsmobile. Op 8 mei 1899 fuseerde dat bedrijf met Olds Gasoline Engine Works tot Olds Motor Works. Dat bedrijf bouwde de eerste echte autofabriek van de Verenigde Staten in Detroit. Oldsmobile is het oudste merk waarvan General Motors eigenaar is. In 1899 begon het Duitse bedrijf Opel eveneens met de bouw van auto's. Opel werd later GM's tweede overname in Europa. In 1902 werd Cadillac gevormd. Ook dit merk zou later in handen van GM komen. In 1903 werd Buick opgericht. Boven Buick zou later de General Motors-holding gevormd worden. In 1907, ten slotte, werd de Oakland Motor Car Company opgericht. Dit was de voorloper van het latere Pontiac.

### Oprichting
Op 16 september 1908 werd General Motors Company opgericht in Flint, Michigan onder leiding van William Durant. General Motors begon als een holding boven het merk Buick. Op 12 november 1908 werd Oldsmobile het tweede merk van GM. Op 20 januari 1909 werd GM via een aandelenruil voor de helft eigenaar van Oakland Motor Car Company. Enkele maanden later kwam ook de resterende helft in handen van GM. Op 29 juli datzelfde jaar werd Cadillac overgenomen voor US$ 5,5 miljoen. Ook al dat jaar werd de Rapid Motor Vehicle Company overgenomen. Deze vrachtwagenbouwer was de voorloper van GMC. General Motors wilde ook Ford Motor Company overnemen voor US$ 9,5 miljoen, maar de lening hiervoor werd geweigerd.
Na al die overnames had GM forse schulden en in 1910 verloor William Durant de controle over GM aan de schuldeisers. In 1911 richtte hij samen met Louis Chevrolet de Chevrolet Motor Company op. Met de winsten van Chevrolet kon Durant in 1916 meerderheidsaandeelhouder van General Motors worden. Zo kwam hij opnieuw bij GM aan het roer. Chevrolet werd daarbij een aparte divisie van het concern. Op 13 oktober 1916 werd vanuit de General Motors Company de General Motors Corporation opgericht. United Motors Corporation, een holding die Durant in 1916 stichtte, werd in 1918 opgenomen in GM en daar in 1919 opgelost. In 1919 werd ook General Motors of Canada gevormd met McLaughlin Motor Car Company en Chevrolet Motor Company of Canada. GM nam dat jaar ook de Dayton Wright Company over, een vliegtuigbouwer die in 1929 werd verkocht aan Fokker.

### Wereldwijde groei
In 1920 opende General Motors zijn eerste kantoor in Azië. In 1922 werd dit kantoor van Manilla naar Shanghai verhuisd. Eveneens in 1920 nam William Durant ontslag als directeur. Hij werd opgevolgd door Pierre duPont, die op zijn beurt in 1923 werd vervangen door Alfred Sloan. Dat jaar werd in Kopenhagen de eerste fabriek buiten Noord-Amerika geopend. Op 7 januari 1924 kwam daar de eerste in Europa gebouwde Chevrolet van de lopende band. De voertuigen waren bestemd voor de Noordoost-Europese markt. De naam van de divisie was General Motors International A/S. Met General Motors Continental werd in 1925 een gelijkaardige divisie opgericht in Antwerpen, België. Verder nam GM dat jaar het Britse Vauxhall over voor US$ 2,5 miljoen en werd in Brazilië General Motors do Brasil opgericht. Ook in Argentinië werd een fabriek geopend en in Málaga, Spanje werd het eerste buitenlandse distributiecentrum geopend. In Frankrijk en Berlijn werd tevens een kantoor geopend. Ook werd General Exchange Insurance Corp. opgericht voor autoverzekeringen.
In 1926 werd in Port Elizabeth, Zuid-Afrika de eerste Afrikaanse divisie opgericht en in Australië werd een divisie met 5 fabrieken gestart. Ook in Nieuw-Zeeland, Japan, Egypte en Uruguay worden divisies opgericht. Tevens werd in dat jaar vanuit de Oakland-divisie het nieuwe merk Pontiac gelanceerd. De eerste Aziatische assemblagefabriek werd in 1927 opgericht in het havengebied van Batavia, in Tandjoeng Priok. In 1928 werd de eerste autofabriek in India opgestart. In 1929 werd het concern uitgebreid met de overname van Opel. GM kreeg 80% van de Opel-aandelen in handen. De resterende 20% volgden in 1931. GM introduceerde zich ook in de commerciële vliegtuigbouw via een belang van 40% in Fokker en een belang in Allison Engineering Company. Die overnames leverden technologie op die ook in de auto-industrie toepassing vond.
In 1931 fuseerde GM Australië met het lokale merk Holden. Dankzij de vele buitenlandse divisies stegen de verkopen buiten Noord-Amerika in 1938 tot 350.000 stuks.
Tevens kocht GM in 1930 de Winton Engine Company (producent van dieselmotoren) en de Electro-Motive Company (fabrikant van spoorwegmaterieel). Hiermee begaf GM zich op de destijds nog jonge markt voor dieseltreinen. In 1941 werden de Electro-Motive Company en een deel van Winton Engine samengevoegd tot Electro-Motive Division (EMD). De productie van diesellocomotieven werd een groot succes en EMD groeide uit tot een van de grootste fabrikanten op dit gebied.

### Tweede Wereldoorlog
De jaren 40 werden ingezet met de productie van de 25 miljoenste auto op 11 januari 1940. Nazi-Duitsland nam dat jaar de controle over Opel over. William Knudsen van GM werd door president Roosevelt aangesteld als hoofd van de Amerikaanse oorlogsproductie. Vanaf 1942 produceerde GM enkel nog oorlogsuitrusting zoals vliegtuigen, vliegtuigmotoren en -onderdelen, vrachtwagens, tanks, scheepsmotoren, kanonnen en granaten voor de geallieerden; In totaal voor meer dan US$ 12,3 miljard. In 1943 nam GM Yellow Truck & Coach over waarmee GMC Truck & Coach Division werd gevormd.
In december 1945 begint de UAW, de vakbond van de auto-industrie in de VS, een staking voor meer loon. Op 13 maart 1946 wordt de staking beëindigd met een loonsverhoging. Op 1 november 1948 verkrijgt GM opnieuw de controle over Opel. De fabrieken, die in 1944 zwaar beschadigd werden door bombardementen en die na de oorlog grotendeels leeggehaald werden en naar Rusland overgebracht, werden weer opgebouwd en waren in 1950 weer volledig operationeel. In 1948 werd in Caracas, Venezuela de eerste autofabriek van dat land opgestart.

### Na de oorlog
In 1953 nam GM Euclid Road Machinery over, een producent van grondbewerkingsmachines. In 1958, de 50e verjaardag van het concern, demonstreerde men een geleide auto. Hiermee werd de mogelijkheid van auto's die over autosnelwegen geleid worden gesuggereerd. In 1959 werd de Defense Systems Division opgericht voor het ontwerp en de ontwikkeling van wapensystemen. De divisie werd in 1962 ondergebracht bij de Research Laboratories onder de naam GM Defense Research Laboratories.
Ook in 1962 overstijgt het aantal aandeelhouders van GM de 1.000.000 en viert dochteronderneming Opel haar 100e verjaardag. Opel opent tevens een nieuwe fabriek in Bochum. In 1967 maakt GM in de VS zijn 100 miljoenste auto. Dat jaar werd het bedrijf ook gereorganiseerd. De Operating Divisions wordt in 2 gesplitst: in auto, vrachtwagen, koetswerk, assemblage en onderdelen en in buitenland, niet-automobiel en defensie. In 1969 wordt GM Chile opgericht in Chili en fuseren alle divisies in Canada onder GM of Canada. Noemenswaardig is ook dat GM de navigatiesystemen ontwikkelde die voor de Apollo 11-missie naar de maan werden gebruikt.

### De oliecrisis jaren '70
In 1970 kondigt directeur Edward Cole een programma aan dat in 2 fasen het gebruik van loodvrije benzine moet verspreiden in de VS en Canada. In 1971 krijgen alle modellen in de VS en Canada motoren die loodvrije benzine of benzine met een laag loodgehalte verdragen. Soortgelijke programma's worden aangekondigd tegen lucht- en watervervuiling. Van 15 september tot 20 november 1970 ligt de productie in de VS stil door een staking.
In 1971 neemt GM een belang van 34,2% in het Japanse Isuzu. In Maleisië werd Capital Motors Assembly overgenomen en omgevormd tot GM Malaysia BHD dat in 1980 weer verkocht werd. Er werd in 1972 ook een joint venture aangegaan voor de vorming van GM Iran. Daarvan bezat GM 45%. In 1978 verliet het concern Iran weer. Een joint venture met Shinjin Motor in Zuid-Korea leidde tot de creatie van GM Korea. Het bedrijf wordt achtereenvolgens hernoemd tot Saehan Motor en Daewoo Motor. GM behoudt een 50%-belang tot 1992.
De oliecrisis van 1973 leidt tot een sterke stijging in de verkoop van kleine Japanse auto's in de VS. De Amerikaanse autoconcerns komen hierna in moeilijkheden. In 1977 biedt GM de eerste Amerikaanse dieselmotor aan en in 1979 worden nieuwe compacte voorwielaangedreven modellen geïntroduceerd. Er wordt US$ 2 miljard in GM Europa geïnvesteerd met onder meer een assemblagefabriek in Zaragoza, Spanje en een motorenfabriek in Oostenrijk. In 1980 wordt een wereldwijde investering van US$ 40 miljard aangekondigd om over een termijn van 5 jaar de modellen en de fabrieken te moderniseren. In Europa komen 5 nieuwe fabrieken; Drie in Spanje en één in Oostenrijk en Noord-Ierland. GM incasseert intussen zijn eerste verlies sinds 1920.

### Jaren '80
In 1981 kocht GM een belang van 5% in Suzuki en breidde dit in 1998 uit tot 10% en in 2001 tot iets meer dan 20%. De twee fabrikanten hebben diverse samenwerkingsverbanden, waaronder voor hybride motoren. In Taiwan wordt een belang van 45% genomen in Hua Tung Automotive. Met dat bedrijf begint een joint venture voor de bouw van zware vrachtwagens, bussen en dieselmotoren. In 1982 trok GM zich weer terug. Ondertussen blijven de Amerikaanse Grote Drie terrein verliezen aan buitenlandse merken. In 1983 gaat GM een joint venture aan met Toyota. New United Motor Manufacturing zal een kleine Chevrolet bouwen in Californië.
Met Isuzu begint een nieuwe joint venture voor de bouw van lichte vrachtwagens in Egypte. In het thuisland wordt intussen het Saturn-project opgestart voor de ontwikkeling van kleinere auto's. Uiteindelijk werd Saturn een nieuw merk. In 1986 werd in het Verenigd Koninkrijk Lotus overgenomen. De "Opel Lotus Omega / Vauxhall Carlton Omega" welke is gebouwd tussen 1989 en 1992 is hier een gevolg van. Medio 1993 wordt Lotus weer verkocht aan Bugatti. GM trok zich dat jaar ook terug uit Zuid-Afrika. Als resultaat van de modernisering begin jaren 80 worden 11 fabrieken met sluiting bedreigd. In 1988 fuseren de twee Belgische fabrieken. In 1989 begint GM in Turkije te opereren en wordt 50% van Saab overgenomen.

### Jaren '90
In 1990 stelt GM met succes een elektrische auto voor. Naar aanleiding van de verliezen die GM leed werd de sluiting van 21 fabrieken in Noord-Amerika en het verlies van 74.000 banen aangekondigd. In 1992 begint een grote reorganisatie. In 1993 stapt GM mee in een partnerschap met Ford, Chrysler en de Amerikaanse overheid. Partnership for a New Generation of Vehicles (PNGV) had de ontwikkeling van zuinige en geavanceerde auto's tot doel. In 1995 stegen de verkopen buiten Noord-Amerika voor het eerst boven de 3 miljoen eenheden. Van 5 juni tot 28 juli 1998 lag de productie in Noord-Amerika weer stil door een staking ten gevolgde van massale ontslagen.
In juni 1997 werd een joint venture opgericht met het Chinese autobedrijf Shanghai Automotive Industry Corporation (SAIC). De twee besloten samen GM voertuigen in het land te produceren en te verkopen. Het betrof de merken Chevrolet, Buick en Cadillac. In december 1998 rolde het eerste voertuig uit de fabriek. In 2002 volgde een tweede joint venture, SAIC-GM-Wuling Automotive, die zich meer richt op kleinere en goedkopere voertuigen.

### Jaren 2000
In 2000 ging GM een alliantie aan met het Italiaanse FIAT. GM bezat daarbij 20% van FIAT en via allerlei joint ventures werd samengewerkt. In 2005 werd die samenwerking weer beëindigd. In Lansing, Michigan wordt US$ 1 miljard geïnvesteerd in een nieuwe fabriek en ook in Brazilië en Thailand wordt een gloednieuwe fabriek neergezet. Ten slotte werd in 2000 de stopzetting van het merk Oldsmobile aangekondigd. In 2001 gaat GM een joint venture aan met het Russische AvtoVAZ voor een SUV voor de Russische markt. Volgend op de terroristische aanslagen op 11 september 2001 kondigt GM zijn Keep America Rolling-0% interest-programma aan. Na een maand steeg de verkoop reeds met 31%. In 2003 wordt Daewoo overgenomen. In 2006 werd een onder druk van aandeelhouder Kirk Kerkorian een alliantie met Renault-Nissan onderzocht maar de onderhandelingen rond die zaak zijn afgeketst.
EMD werd in 2005 verkocht aan een samenwerkingsverband onder leiding van Greenbriar Equity Group LLC en Berkshire Partners LLC. De afkorting EMD bleef gehandhaafd, maar staat sindsdien voor Electro-Motive Diesel.

#### Problemen
In 2005 boekte GM een verlies van omgerekend € 8,3 miljard bij een jaaromzet van € 151 miljard.
Vanaf circa 2005 gaat het financieel zeer slecht met GM en kredietbeoordelaar Standard & Poor's degradeert de obligaties tot de laagste categorie (junk). GM heeft al jaren te kampen met te veel capaciteit, hoge ziektekosten voor alle werknemers en gepensioneerden en hoge loonkosten. Ondanks de hoge omzet lijdt het bedrijf miljardenverliezen en gaat het gebukt onder een torenhoge schuldenlast. De autodivisie leed al eerder enorme verliezen, maar door de winst van de financiële tak (verzekeringen, autoleningen, lease) werd dit gecamoufleerd. De totale schuld van GM is meer dan US$ 300 miljard. Om Chapter 11, het Amerikaanse gerechtelijk akkoord, te vermijden werden verregaande maatregelen aangekondigd:
- De verkoop van het grootste deel van de zeer winstgevende financieringstak GMAC.
- Sluiten van 12 fabrieken wereldwijd en het ontslag van 30.000 werknemers in de VS in de periode 2005-2008.
- In Europa verdwijnen 12.000 arbeidsplaatsen, dat is 20% van het totaal.
- Een akkoord met vakbond UAW over het verlagen van de ziektekosten van de werknemers en de gepensioneerden.
- Verkoop van het belang in Subaru aan Toyota en worden de belangen in Isuzu en Suzuki van de hand gedaan.[12]
- De productiecapaciteit inkrimpen met 1 miljoen eenheden.[13]

Met deze maatregelen wilde het bedrijf tegen eind 2006 reeds US$ 7 miljard (€5,5 miljard) besparen.
In 2006 reduceerde GM zijn aandelenbelang van 20,4% in Suzuki tot 3,0%. In 2009 kwam ook de joint venture van de twee in Canada tot een eind. Suzuki verkocht het 50% belang in CAMI Automotive aan GM. CAMI werd in 1986 opgericht, GM kreeg hiermee toegang tot kleine efficiënte personenwagens en Suzuki toegang tot de belangrijke Noord-Amerikaanse automarkt. In datzelfde jaar verkocht GM ook de laatste aandelen in Suzuki. In 2006 verloor GM de koppositie in het aantal verkochte voertuigen aan Toyota.

#### Kredietcrisis
De kredietcrisis had ook desastreuze gevolgen voor GM. Doordat leningen voor de koop van nieuwe auto's nog maar mondjesmaat verstrekt werden, zakten de verkopen in de 2e helft van 2008 in. GM vroeg in november 2008 samen met Ford en Chrysler een noodlening aan het Amerikaanse Congres, maar deze werd afgewezen. Uiteindelijk kreeg GM eind 2008 toch staatssteun. GM besloot de activiteiten te concentreren op vier merken, Chevrolet, Buick, GMC en Cadillac. Het was niet langer mogelijk acht verschillende merken te handhaven. Het concern had onvoldoende financiële middelen om unieke auto's voor al deze merken te ontwikkelen en te promoten, waardoor Hummer, Saab en Saturn werden verkocht en Pontiac helemaal verdween. Verder werd besloten de Europese GM tak af te stoten, Opel en Vauxhall zouden worden overgenomen door het Canadese Magna.
Op 1 juni 2009 werd uitstel van betaling verkregen (Chapter 11) en kreeg men toestemming van de faillissementsrechter om de activa te verkopen aan een nieuw op te richten vennootschap waarin de Amerikaanse en Canadese overheden een aanmerkelijk belang zou nemen. Het 'oude' GM bleef als Motors Liquidation Company voortbestaan om het faillissement af te wikkelen, het 'nieuwe' GM heeft de productieactiviteiten voortgezet.
De verkoop van Opel aan Magna werd op 10 september 2009 getekend: Magna kocht 55% van de aandelen, het Opel-personeel 10%, en GM hield 35%. Op 4 november 2009 kondigde GM echter aan af te zien van de verkoop van Opel en Vauxhall aan Magna vanwege "verbeterde vooruitzichten", wat tot ontstemde reacties leidde in Duitsland, het Verenigd Koninkrijk en Rusland.
Voor het slecht renderende Saab kwamen Koenigsegg en Spyker Cars in beeld als overnamekandidaten. Koenigsegg leek in eerste instantie de gegadigde, maar haakte af. In november 2009 maakte Spyker zijn interesse kenbaar. Op 23 februari 2010 was de overname van Saab door Spyker Cars een feit.

### Jaren 2010

#### Privatisering
Op 18 november 2010 ging een eerste pakket GM aandelen opnieuw naar de beurs in New York. Het is waarschijnlijk de grootste beursgang in de Verenigde Staten met een waarde van ruim US$23 miljard. Zowel het aantal aandelen als de introductiekoers van US$33 werden vlak voor de beursgang naar boven bijgesteld. Op dit moment heeft de overheid van Canada 12% en de overheid van de provincie Ontario (Canada) nog 3,8% van de aandelen in bezit. In december 2013 verkocht de Amerikaanse overheid haar laatste aandelen in GM. Het begon in 2010 met 500 miljoen aandelen en in december werden de laatste 31 miljoen stuks verkocht. De overheid heeft US$49,5 miljard geïnvesteerd in de redding van de autofabrikant en de aandelenverkoop heeft in totaal US$39 miljard opgeleverd, een verlies van bijna US$10 miljard. Volgens een studie van Automotive Research zijn met de geldinjectie van de overheid 1,2 miljoen banen behouden, niet alleen bij GM maar ook bij toeleveranciers en autodealers, en US$35 miljard aan belastinginkomsten veilig gesteld.

#### Mankement contactslot
In september 2015 heeft GM een schikking getroffen met de Amerikaanse openbare aanklager met betrekking tot problemen met het contactslot in diverse automodellen. Begin 2014 riep GM miljoenen auto's terug vanwege dit mankement, dat mogelijk tot tientallen dodelijke ongelukken heeft geleid. Het bedrijf was eerder op de hoogte van de problemen maar ging toen niet tot actie over. GM betaalt een boete van US$900 miljoen en moet zich nog drie jaar aan de schikkingsvoorwaarden houden voordat de aanklachten tegen het bedrijf definitief worden ingetrokken. Verder heeft het bedrijf US$600 miljoen gereserveerd voor de compensatie van slachtoffers.

#### Investering in Cruise
In 2016 nam GM een aandelenbelang in Cruise en betaalde hiervoor US$ 1 miljard. Deze jonge onderneming richt zich op de ontwikkeling van zelfrijdende auto's en gebruikt hiervoor de elektrische Chevrolet Bolts. In maart 2022 verhoogde GM het belang, het nam alle aandelen over van SoftBank. GM betaalde US$ 2,1 miljard aan Softbank voor de aandelen en nam ook de investeringsverplichting van Softbank over ter waarde van US$ 1,35 miljard. In oktober 2023 raakte een vrouw gewond door een zelfrijdende auto van Cruise. Het bedrijf besloot de productie van de Origin robotaxi stil te leggen. In december 2023 besloot GM fors in de kosten van Cruise te snijden, een van de maatregelen is het ontslag van een kwart van het personeel, zo’n 900 mensen verliezen hiermee hun baan.

#### Verkoop Opel en Vauxhall aan PSA
Op 6 maart 2017 werd bekend dat PSA de automobielactiviteiten van Opel en Vauxhall overnam en een belang nam van 50% in de financieringsactiviteiten van GM in Europa voor in totaal 1,8 miljard euro. BNP Paribas nam de resterende 50% van de aandelen in GM Financial Europe over voor ongeveer 0,5 miljard euro. GM had Opel sinds 1929 in handen en de Europese activiteiten van GM rapporteerden sinds 2009 ruim 8 miljard euro aan verliezen. Voor de verkoop neemt GM een eenmalige last van 4 à 4,5 miljard dollar inclusief pensioenverplichtingen. Het pensioenfonds van Opel had fors meer verplichtingen dan bezittingen. Bij de Europese tak van GM werkten per jaareinde 2016 zo'n 38.000 mensen. In juli 2017 gaf de Europese Commissie, na onderzoek van de nationale en Europese markten, PSA onvoorwaardelijk toestemming om Opel en Vauxhall over te nemen.
Na de transactie bleef GM nog slechts in Europa actief met de modellen van Cadillac en de Chevrolet Corvette, die via een kantoor in Zürich worden verkocht.

## Merken
- Huidige merken:
  - Buick  Verenigde Staten
  - Cadillac  Verenigde Staten
  - Chevrolet  Verenigde Staten
  - GMC  Verenigde Staten

- Voormalige merken:
  - Acadian (1962-1971), opgegaan in Pontiac in 1971  Canada
  - Beaumont (1966-1969), opgegaan in Pontiac in 1969  Canada,  Chili
  - Cartercar (1909-1915), opgeheven in 1915  Verenigde Staten
  - Corvette, opgegaan in Chevrolet  Verenigde Staten
  - Daewoo (1982-2005), wordt sinds 1 januari 2005 verkocht als Chevrolet  Zuid-Korea
  - Elmore (1909-1912), opgeheven in 1912  Verenigde Staten
  - Geo (1989-1997), opgegaan in Chevrolet in 1997  Verenigde Staten
  - Hummer (1992-2010), opgeheven 24 mei 2010  Verenigde Staten
  - LaSalle (1927-1941), opgeheven in 1941  Verenigde Staten
  - Marquette (1929-1930), opgeheven in 1930  Verenigde Staten
  - Oakland (1907-1931), opgeheven in 1931  Verenigde Staten
  - Oldsmobile (1897-2004), opgeheven 29 april 2004  Verenigde Staten
  - Opel in 2017 verkocht aan PSA Peugeot Citroën  Duitsland
  - Pontiac (1926-2010), opgeheven 31 oktober 2010  Verenigde Staten
  - Rainier (1909-1912), opgeheven in 1912  Verenigde Staten
  - Ranger (1968-1976), opgeheven in 1976  Zuid-Afrika,  België,  Zwitserland
  - Saab, verkocht aan Spyker Cars, 23 februari 2010, opgeheven 19 december 2011  Zweden
  - Saturn (1985-2010), opgeheven 31 oktober 2010  Verenigde Staten
  - Scripps-Booth (1913-1923), opgeheven in 1923  Verenigde Staten
  - Sheridan (1920-1921), opgeheven in 1921  Verenigde Staten
  - Statesman (1971-1984), opgegaan in Holden in 1984  Australië
  - Viking (1929-1931), opgeheven in 1931  Verenigde Staten
  - Vauxhall, in 2017 verkocht aan PSA Peugeot Citroën  ENG